# Lycianthes repens
Lycianthes repens là loài thực vật có hoa trong họ Cà. Loài này được (Spreng.) Bitter mô tả khoa học đầu tiên năm 1919.